# 奥托纳-代马尔西
奥托纳-代马尔西（義大利語：Ortona dei Marsi），是意大利阿布鲁佐大区拉奎拉省的一个市镇。总面积52.48平方公里，人口679人，人口密度12.9人/平方公里（2009年）。ISTAT代码为066063。